# Ландольфсхаузен
Ландольфсхаузен (нем. Landolfshausen) — община в Германии, в земле Нижняя Саксония.
Входит в состав района Гёттинген. Подчиняется управлению Радольфсхаузен. Население составляет 1158 человек (на 31 декабря 2010 года). Занимает площадь 16,22 км².
Коммуна подразделяется на 3 сельских округа.
| Год  | Население |
| ---- | --------- |
| 1990 | 1145      |
| 1995 | 1204      |
| 2000 | 1221      |
| 2005 | 1224      |
| 2010 | 1188      |